# Palmeira (Santo Tirso)
Palmeira ist ein Ort und eine ehemalige Gemeinde (Freguesia) im Norden Portugals.
Palmeira gehört zum Kreis Santo Tirso im Distrikt Porto. Die Gemeinde hatte eine Fläche von 3,2 km² und 1321 Einwohner (Stand 30. Juni 2011).
Am 29. September 2013 wurden die Gemeinden Palmeira, Areias, Sequeiró und Lama zur neuen Gemeinde União das Freguesias de Areias, Sequeiró, Lama e Palmeira zusammengeschlossen.